# Franz Sebastian de Croix von Clerfayt
Franz Sebastian de Croix hrabě von Clerfayt (francouzsky François Sébastien Charles Joseph de Croix Clerfayt) (14. října 1733 – 21. července 1798) byl rakouský polní zbrojmistr.

## Život
Pocházel z Henegavska v rakouském Nizozemí. V roce 1750 vstoupil jako podporučík k pěšímu pluku č. 30. Bojoval v řadě bitev sedmileté války, např. u Štěrbohol, Lehnice či Leuthenu, získal hodnost plukovníka a Vojenský řád Marie Terezie. Kvůli nesouhlasu s osvícenskými reformami císaře Josefa II. na čas odešel z armády. Vrátil se však po vypuknutí války o bavorské dědictví, již v hodnosti generálmajora. Za rakousko-turecké války velel sboru rozmístěnému v Banátu a porazil Turky roku 1789 v bitvě u Toplice. Tím si vysloužil povýšení na podmaršálka, navíc získal komandérský stupeň tereziánského řádu. Velkokříž obdržel o rok později, kdy 26. června 1790 rozhodl svým útokem bitvu u Kalefatu.
Roku 1792 byl pověřen velením sboru v rakouském Nizozemí. Za francouzských revolučních válek obsadil města Longwy a Verdun. Po prohrané bitvě u Jemmapes, které velel Albert Kazimír Sasko-Těšínský, získal Clerfayt velení nad celou armádou v Nizozemí. Nezbývalo mu však nic jiného než ustupovat na východ. Příštího roku velel divizi sloužící pod princem Sasko-Kobursko-Saalfeldským a participoval na porážce Francie u Aldenhoven, Neerwinden a Famars. Rok 1794 zastihl Clerfayta v čele pozorovacího sboru, s nímž se podílel na neúspěchu u Fleurus. Poté se stal opět velitelem celé armády a řídil její ústup z Nizozemí. V roce 1795 velel Dolnorýnské armádě, s níž dobyl Mohuč a zahnal Francouze na levý břeh Rýna, avšak onemocněl a byl nahrazen arcivévodou Karlem. Poté působil až do své smrti ve Dvorní válečné radě.

## Portréty
- Tomáš Seidan: Socha generála Clerfayta, karrarský mramor, 1867, Vojenské historické muzeum (Vídeň), Síň vojevůdců